# Schweizer Alpen-Club
Der Schweizer Alpen-Club SAC (französisch Club Alpin Suisse CAS, italienisch Club Alpino Svizzero CAS und rätoromanisch Club Alpin Svizzer CAS) ist der führende Verband für Bergsport in der Schweiz und ist Mitglied im Club Arc Alpin (CAA) und des UIAA. Der Verein wurde 1863 auf Initiative von Rudolf Theodor Simler im Bahnhofbuffet Olten gegründet. Seine 110 Sektionen betreiben 153 Berghütten in den Schweizer Alpen.

## Tätigkeiten
Mit rund 175'000 Mitgliedern (Stand: 2023), unterteilt in 110 Sektionen und 22 Untersektionen, ist der Schweizer Alpen-Club SAC einer der grössten Sportverbände und der bedeutendste alpine Verein der Schweiz. Seine Tätigkeiten sind sehr vielfältig und gliedern sich in folgende Aktivitäten:
- Unterhalt von 153 SAC-Hütten im Eigentum der Sektionen sowie der Solvayhütte (Eigentum Hauptverein)
- Einsatz für die Alpine Ausbildung in allen Bereichen des Bergsports und Förderung des Bergsportnachwuchses (in der sog. JO = Jugendorganisation)
- Mitglied von Swiss Olympic, Aufstellung der Nationalmannschaften im Sportklettern und Skitourenrennen, Austragung von Wettkämpfen (siehe hierzu auch Schweizer Nationalmannschaft Skitourenrennen)
- Mitbegründer (zusammen mit der REGA) von Alpine Rettung Schweiz – ARS
- Einsatz für den Schutz einer intakten Gebirgswelt
- Publikation verschiedener Skitouren-, Wander- und Kletterführer sowie der Mitgliederzeitschrift Die Alpen
- Führung der Zentralbibliothek des Schweizer Alpen-Clubs, einer der grössten Bibliotheken der Welt für alpine Literatur
- Unterstützung des 1905 in Bern eröffneten Alpinen Museums der Schweiz

## Geschichte
Auf Initiative des Zürchers Rudolf Theodor Simler trafen sich am 19. April 1863 35 Herren aus Aarau, Basel, Bern, Buochs, Glarus, Luzern, Olten, St. Gallen und Zürich im Bahnhofbuffet Olten und gründeten den Schweizer Alpen-Club SAC. Simler war Dozent für Chemie und Geologie an der Universität Bern. Er warnte davor, die damals boomende Eroberung der Alpen den Ausländern alleine zu überlassen. Bereits 1857 war der Alpine Club in London und 1862 der Österreichische Alpenverein gegründet worden. Ende 1863 zählte der SAC bereits 7 Sektionen mit total 358 Mitgliedern. Noch im Gründungsjahr wurde mit der Grünhornhütte in den Glarner Alpen die erste SAC-Hütte gebaut.
Hauptziel war damals die Förderung des Alpinismus – namentlich des Bergsteigens – und die Erforschung des Alpenraums. Der Club verstand sich im 19. Jahrhundert als Verein der bürgerlichen Eliten.
1900 zählte der SAC 43 Sektionen mit 6000 Mitgliedern. Durch die verbesserte Verkehrserschliessung der Alpen, die wachsende Anzahl SAC-Hütten und durch das Aufkommen des Winteralpinismus – namentlich des Skibergsteigens – wuchs der SAC in der 1. Hälfte des 20. Jahrhunderts zu einem Massenverein an. Die Mitgliederzahl stieg bis 1963 auf 44'500 an.
1977 wurde die Geschäftsstelle in Bern eröffnet. Sie ist das Dienstleistungszentrum und für die Öffentlichkeitsarbeit zuständig.
Als Gründungsmitglied nimmt der SAC am multilateralen Abkommen Gegenrecht auf Hütten, das 1978 eingeführt wurde, teil.
Der SAC ist Mitglied der Internationalen Alpenschutzkommission (CIPRA).
Die SAC-Mitglieder Charles Egmond d’Arcis (seit 1964), Edouard Wyss-Dunant (seit 1968), Pietro Segantini (seit 1995) und Carlo Sganzini (seit 2001) (alle ehemalige UIAA-Präsidenten) sind UIAA-Ehrenmitglieder.
1996 wurde der Zentralvorstand gegründet. Bis zu diesem Zeitpunkt war das Zentralkomitee alternierend von einer SAC-Sektion wahrgenommen worden (Vorortsprinzip). Im gleichen Jahr wurde die Jugendorganisation (JO) in den SAC integriert.
Im Jahr 2006 wurde die SAC-Bergrettung in die eigenständige Stiftung Alpine Rettung Schweiz ausgelagert.
Das historische Archiv des SAC (Zentralarchiv) ist in der Burgerbibliothek Bern zugänglich.

### Der SAC und die Frauen
Bereits 1879 stellte sich dem Verein die Frage, ob Frauen dem Verein beitreten dürften oder nicht. Zu diesem Zeitpunkt nahm ein Teil der Sektionen des SAC Frauen auf, ein anderer Teil nicht. Die Frage wurde auf das Folgejahr vertagt, in dem beschlossen wurde, dass die Sektionen selbst entscheiden könnten, ob sie Frauen als Passiv- oder Ehrenmitglieder aufnehmen wollten. Frauen als aktive Mitglieder waren nicht zugelassen. In den folgenden Jahren wurde die «Frauenfrage» von verschiedenen Sektionen immer wieder aufgeworfen. 1907, im Rahmen der generellen Überarbeitung der Vereinsstatuten, wurden die Frauen schliesslich ganz aus dem SAC ausgeschlossen. Auch diese Entscheidung wurde in den folgenden Jahrzehnten von einzelnen Mitgliedern und Sektionen immer wieder hinterfragt, so zum Beispiel 1917. Der Ausschluss von Frauen galt nicht für die den Sektionen angeschlossenen Jugendorganisationen (JO). Bis zur Altersgrenze der JO bezog der SAC also Mädchen in seine Aktivitäten ein, danach nicht mehr.
Am 24. Mai 1918 gründeten daraufhin 15 Frauen unter Führung von Aline Margot in Montreux einen eigenen Verein, den Schweizerischen Frauen-Alpen-Club (SFAC). Margot propagierte als Ziel: «Le but de club des femmes alpinistes sera de faire connaître et aimer la montagne.» («Das Ziel des Bergsteigerinnenclubs wird es sein, Frauen mit den Bergen vertraut zu machen und sie dafür zu begeistern.») Bald entstanden weitere Sektionen in Lausanne, Neuchâtel, Vevey, Ticino, Bern, Zürich und Luzern. Margot wurde die nationale Präsidentin des neuen Clubs. Bald nach der Gründung organisierten die Mitglieder des neuen Clubs verschiedene Touren und Kurse, wie eine Übersteigung des Gran Paradiso, eine Überquerung der Lötschenlücke, regelmässig stattfindende Gymnastikgruppen und Skikurse. 1920 rief der Club eine Zeitschrift ins Leben (Nos Montagnes). 1921 konnte der Club bereits 600 Mitglieder aufweisen, 1923 waren es 19 Sektionen mit 1200 Mitgliedern, 1928 27 Sektionen, zwischen 1950 und 1980 um die 50 Sektionen.
Um dem Gerede über die bergsteigenden «Damen» zu begegnen, führten manche Sektionen des SFAC Kleiderregeln ein. Empfohlen wurden eine langärmelige Bluse, Handschuhe und ein Rock, der bei der Durchquerung von Dörfern getragen werden sollte. Nur in unbewohntem Gebiet sollte der Rock abgelegt werden und die Bergsteigerinnen in praktischeren Hosen weitergehen.
Die finanzielle Ausstattung des SFAC war geringer als die des SAC. Insofern mietete er für den Eigenbedarf und eigene Touren Chalets oder Häuser in Bergdörfern. Er beteiligte sich allerdings finanziell oder mit anderen Gesten am Hüttenbau des SAC. 1958 stellte der Club bei der SAFFA in Zürich, der Schweizerischen Ausstellung für Frauenarbeit, ein Biwak aus. Der moderne Aluminiumbau mit zwölf Schlafplätzen wurde von 1,9 Millionen Besuchern der Ausstellung bewundert. Der SFAC schenkte das Biwak der Sektion Monte Rosa des SAC, die es ins Laggintal fliegen liess, wo es bis zu seiner Zerstörung durch eine Lawine 22 Jahre lang genutzt wurde.
SAC und SFAC kooperierten über viele Jahrzehnte. Ab 1970 wurde die «Frauenfrage» im SAC wieder verstärkt diskutiert und Umfragen dazu unter den Mitgliedern durchgeführt. Der Zentralpräsident des SAC Hanspeter Wenger schätzte Ende der 1970er-Jahre die Ansicht, Frauen gehörten nicht in den SAC, als «veraltet» ein. 1978 forderte der SAC den SFAC offiziell um eine Stellungnahme. Die Delegiertenversammlung kam zu dem Schluss, dass ein den Frauen offen stehender SAC die Existenz des SFAC bedrohen würde. Sie forderten daher dazu auf, Fusionsverhandlungen aufzunehmen. Nach Fusionsgesprächen unterzeichneten Hanspeter Wenger und die damalige Zentralpräsidentin des SFAC Régine Schneiter am 4. August 1979 den Fusionsvertrag, dem die Abgeordneten beider Clubs zustimmten. Am 1. Januar 1980 trat die Fusion in Kraft.
Von 2013 bis 2021 präsidierte mit Françoise Jaquet erstmals eine Frau den SAC. 2021 waren erstmals über 40 % der Mitglieder und 47 % der Neumitglieder weiblich.
Das historische Archiv des Schweizerischen Frauen-Alpen-Clubs ist als Teil des SAC-Zentralarchivs in der Burgerbibliothek Bern zugänglich.

## Organisation

### Sektionen
Der SAC hat 110 Sektionen, pro Kanton bestehen eine oder mehrere Sektionen. Die Sektionen bilden das Fundament des Clubs. Diese sind als Vereine organisiert und bestimmen ihr Vereinsleben weitestgehend autonom. Die Sektionen bauen und betreiben die Hütten, organisieren Touren und Kurse für ihre Mitglieder und stellen Delegierte für die Abgeordnetenversammlung, welche dem Zentralvorstand und der Geschäftsstelle vorsteht. Es steht den Mitgliedern frei, welcher Sektion in der Schweiz sie angehören wollen. Die mitgliederstärkste Sektion ist die Sektion Uto in Zürich.
Durch die Mitgliedschaft bei einer Sektion ist man automatisch auch Mitglied des Zentralverbands. Eine Direktmitgliedschaft beim Zentralverband ist nicht möglich.

### Zentralverband
Der Zentralvorstand ist das eigentliche Führungsgremium des Vereins. Zehn Fachkommissionen unterstützen den Zentralvorstand bei seiner Arbeit. Die Tätigkeiten im Zentralvorstand sowie in den Fachkommissionen werden ehrenamtlich geleistet.

## SAC-Hütten
Die Sektionen des Schweizer Alpen-Club SAC betreiben derzeit in den Schweizer Alpen 153 Hütten mit rund 9000 Schlafplätzen. Die Hütten bieten einfache Unterkünfte für Alpinisten, Kletterer, Wanderer, Naturgeniesser und immer häufiger auch für Familien mit Kindern. Die Solvayhütte am Matterhorn ist die einzige Hütte, die dem SAC-Zentralverband selbst gehört. Die erste SAC-Hütte, die Grünhornhütte, wurde 1863 gebaut. Im Laufe der Zeit kamen zahlreiche weitere Hütten hinzu. Anfänglich dienten sie der geografischen und naturkundlichen Erforschung des Gebirges sowie dem Alpinismus, später auch den aufkommenden Bergwanderern und Skifahrern. Immer wieder werden bestehende Hütten renoviert, ausgebaut oder durch Neubauten ersetzt.
Von rund 120 bewarteten Hütten werden zwischen 90 und 95 Prozent mit dem Helikopter versorgt, zum Teil wöchentlich.
Viele SAC-Sektionen besitzen nebst den Alpenhütten noch sogenannte Sektionshütten. Diese häufig bewirteten und auch für Nichtmitglieder offenen Hütten stehen auf den Hügeln des Mittellandes, den Jurahöhen oder in den Voralpen. Ein Verzeichnis über diese Hütten besteht nicht.

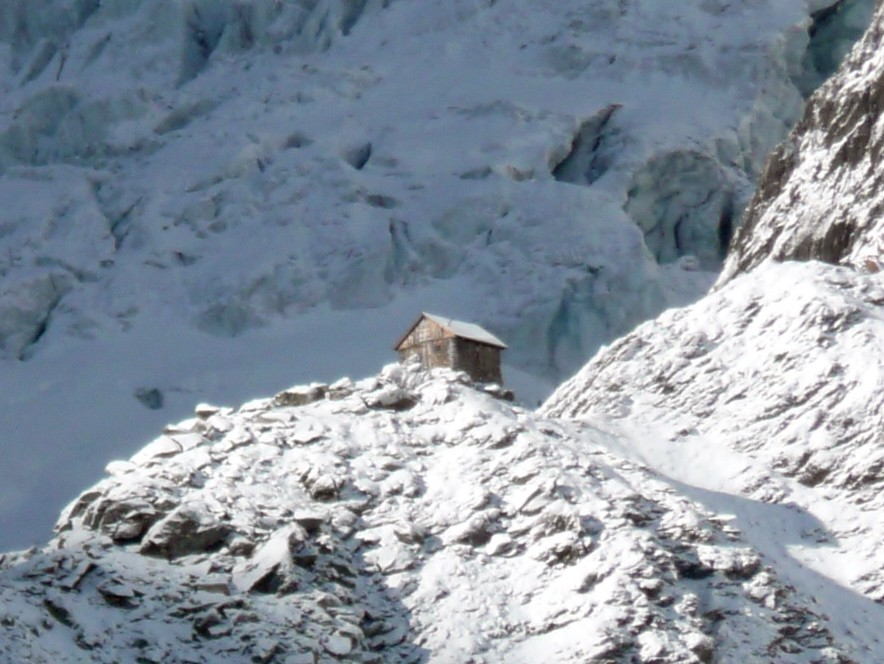
Grünhornhütte, die erste SAC-Hütte von 1863
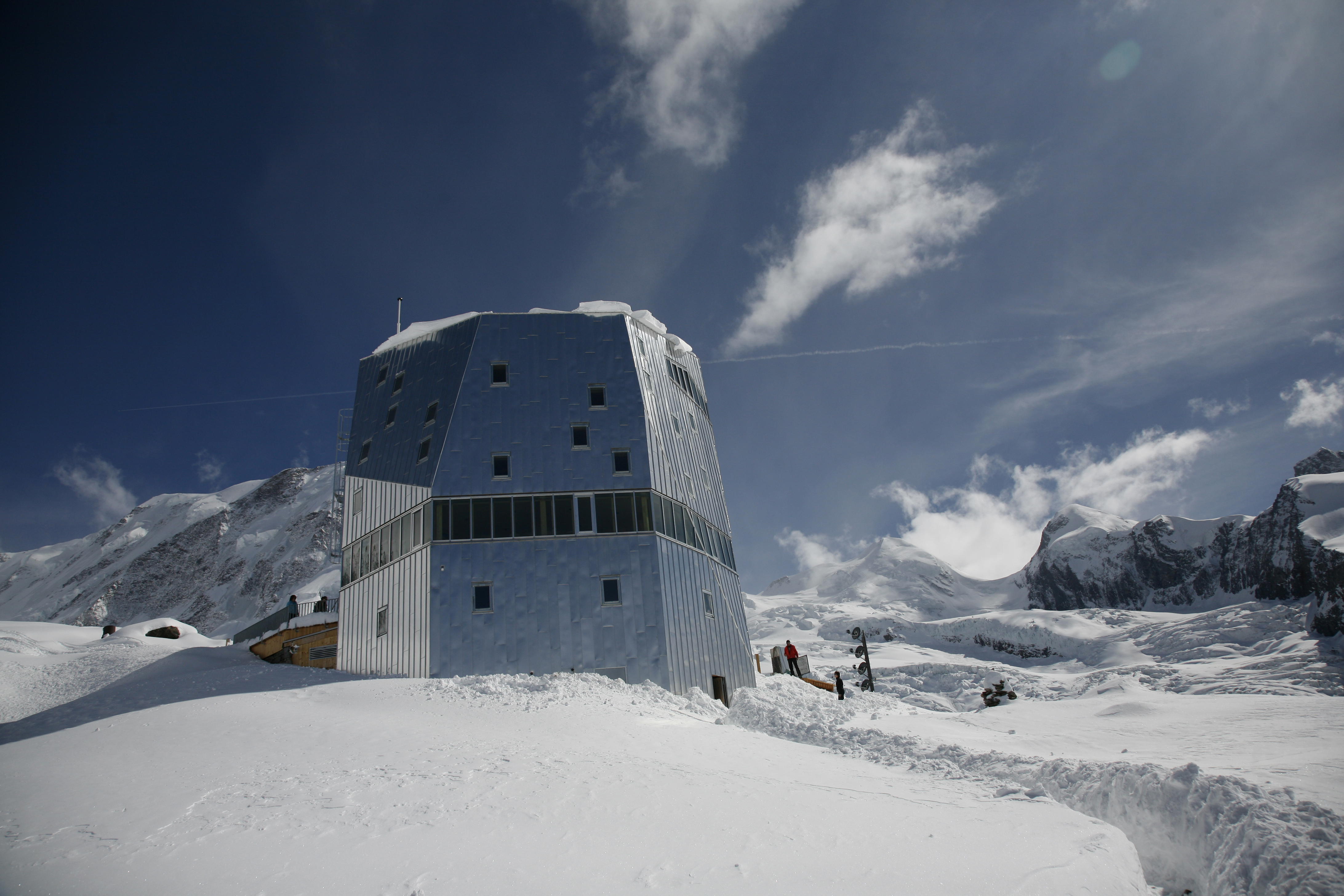
Die neue Monte-Rosa-Hütte
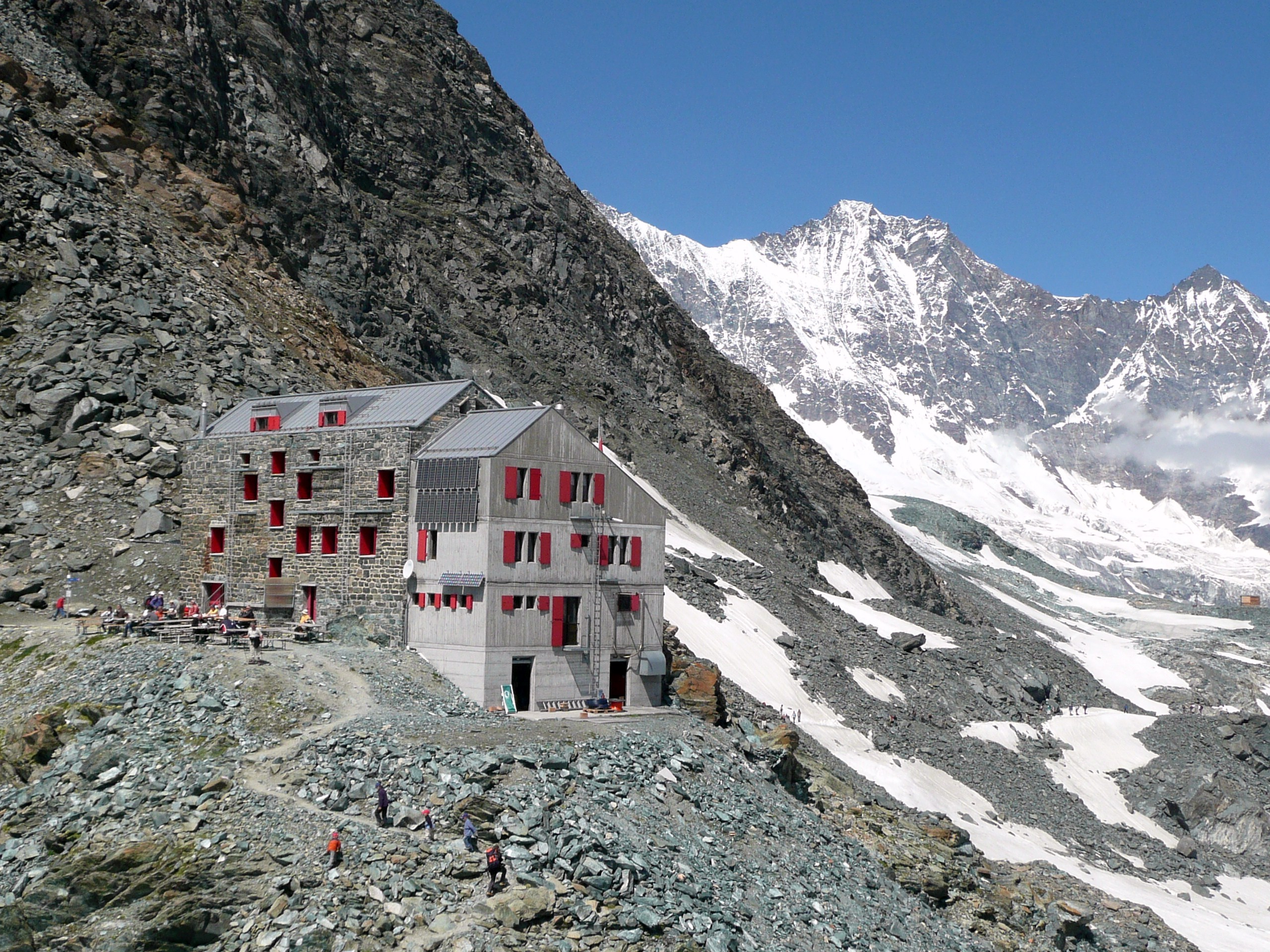
Die Britanniahütte, eine der meistbesuchten SAC-Hütten
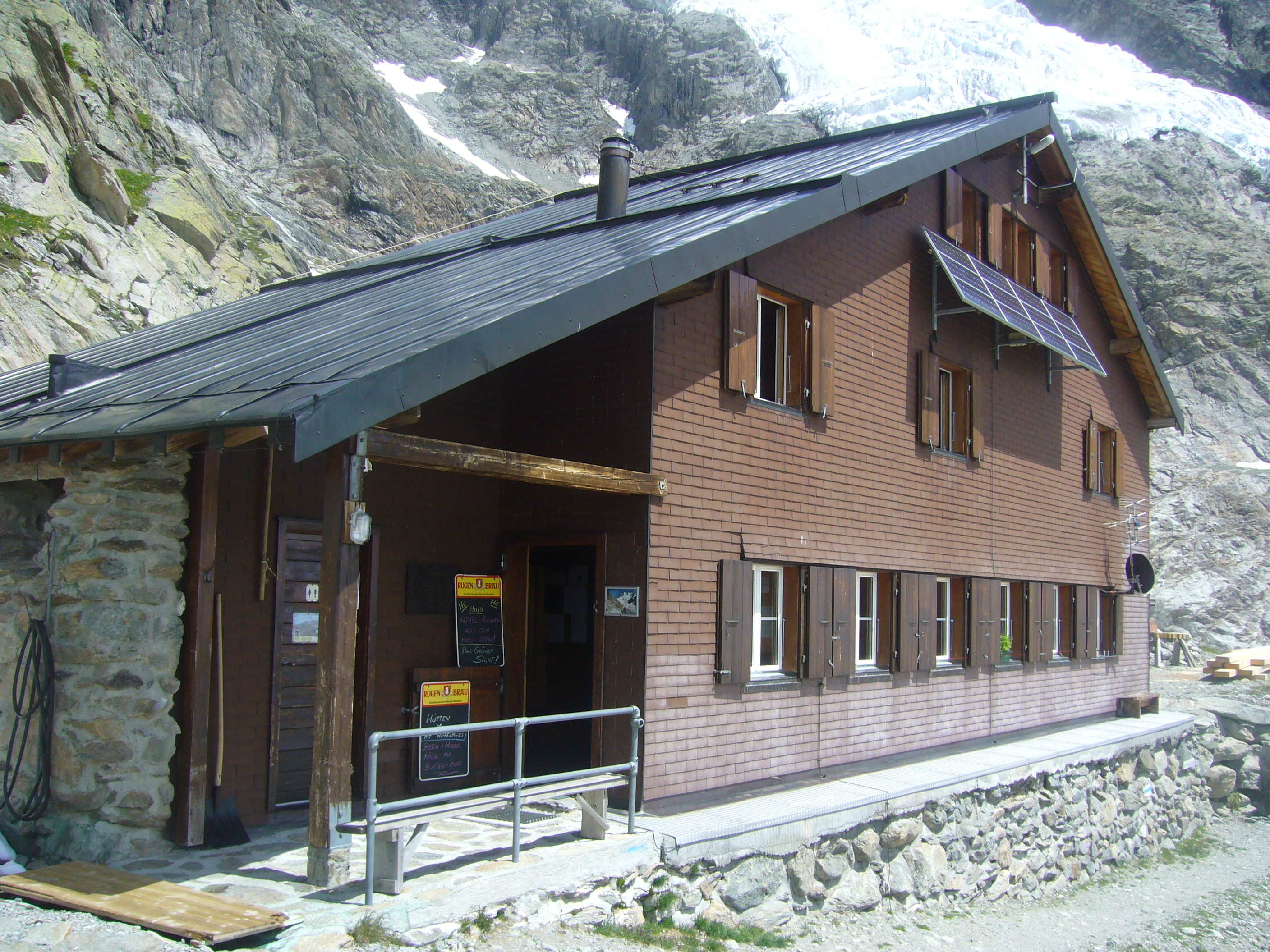
Schreckhornhütte
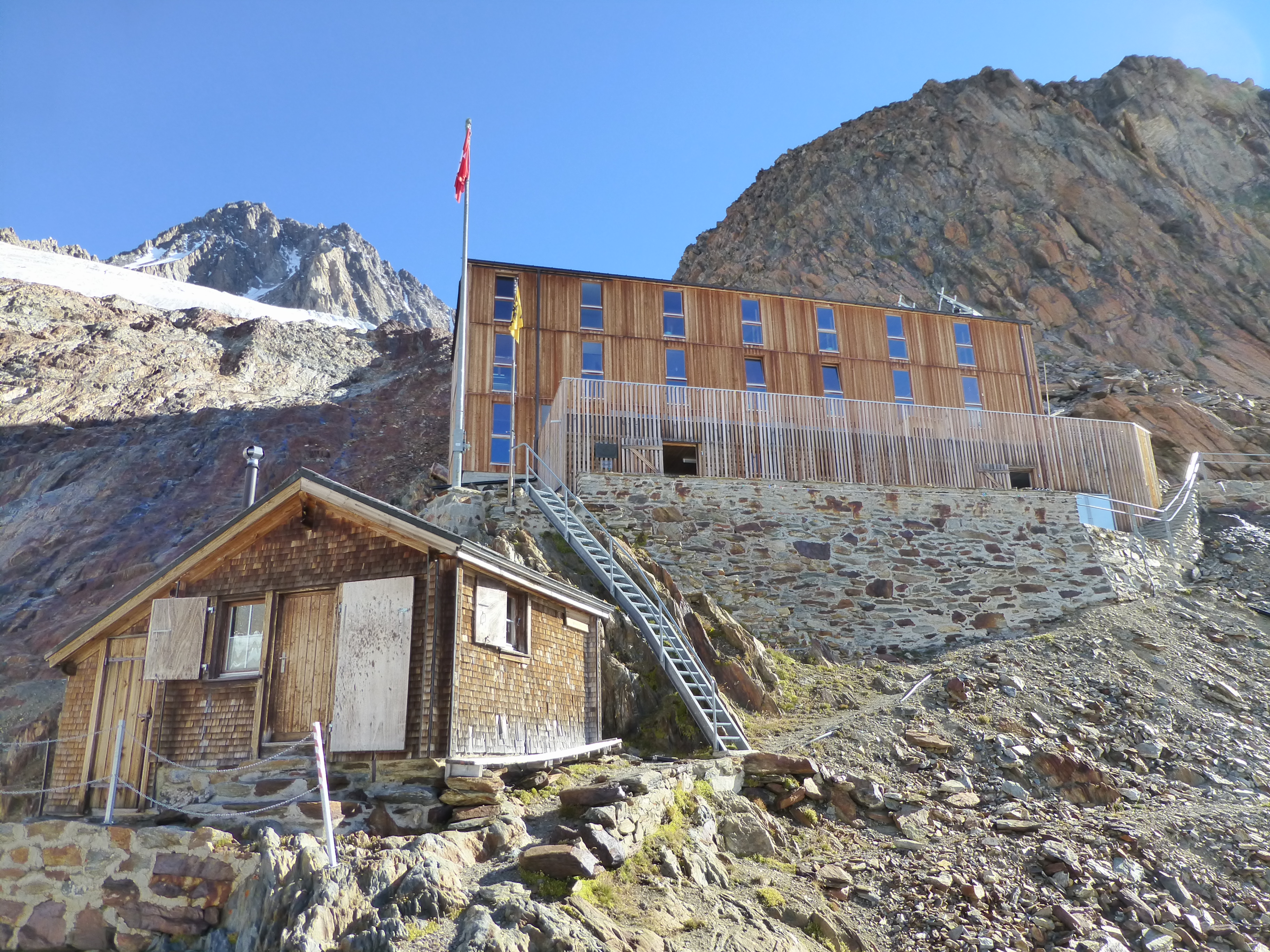
Finsteraarhornhütte
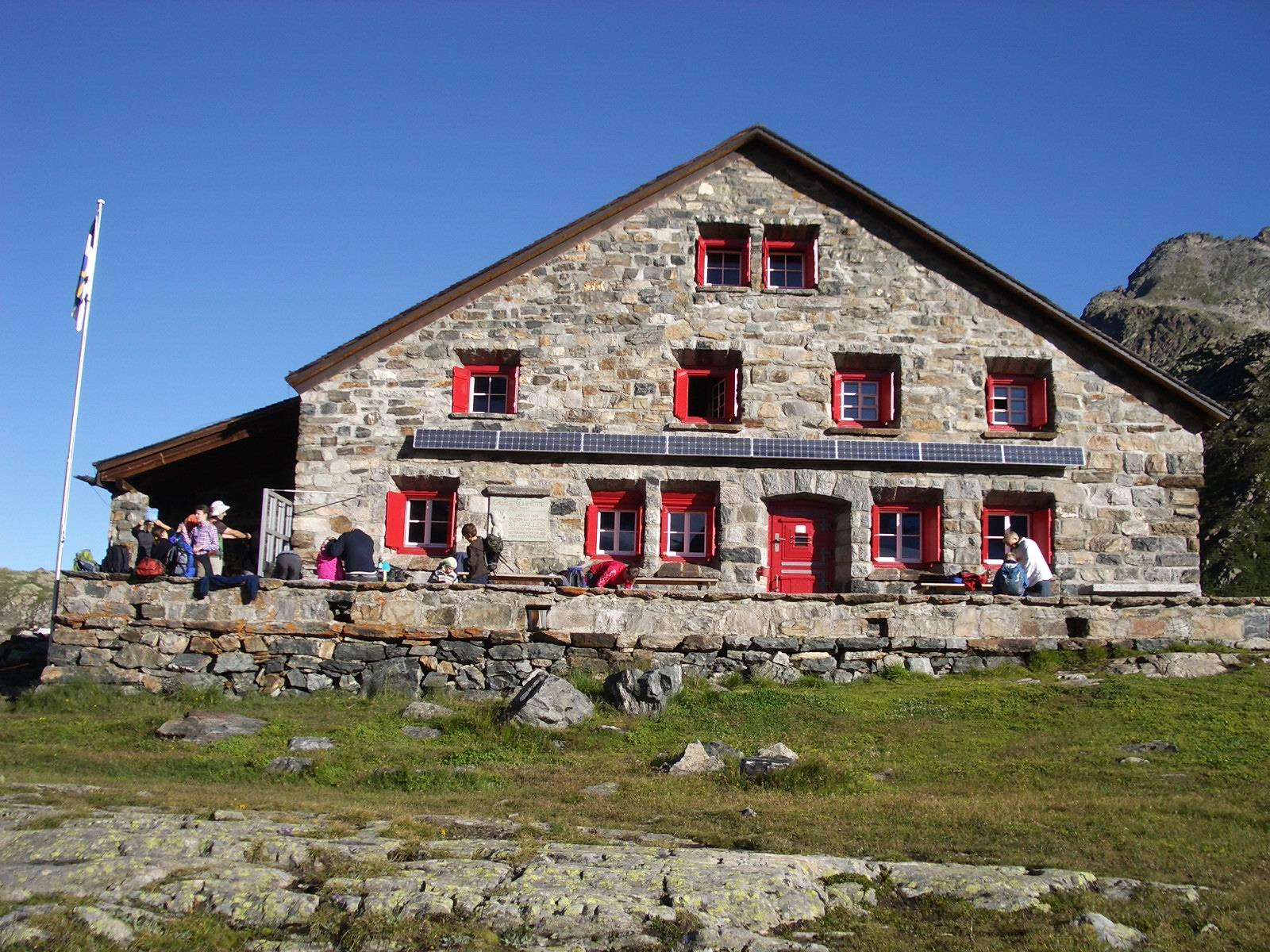
Grialetschhütte
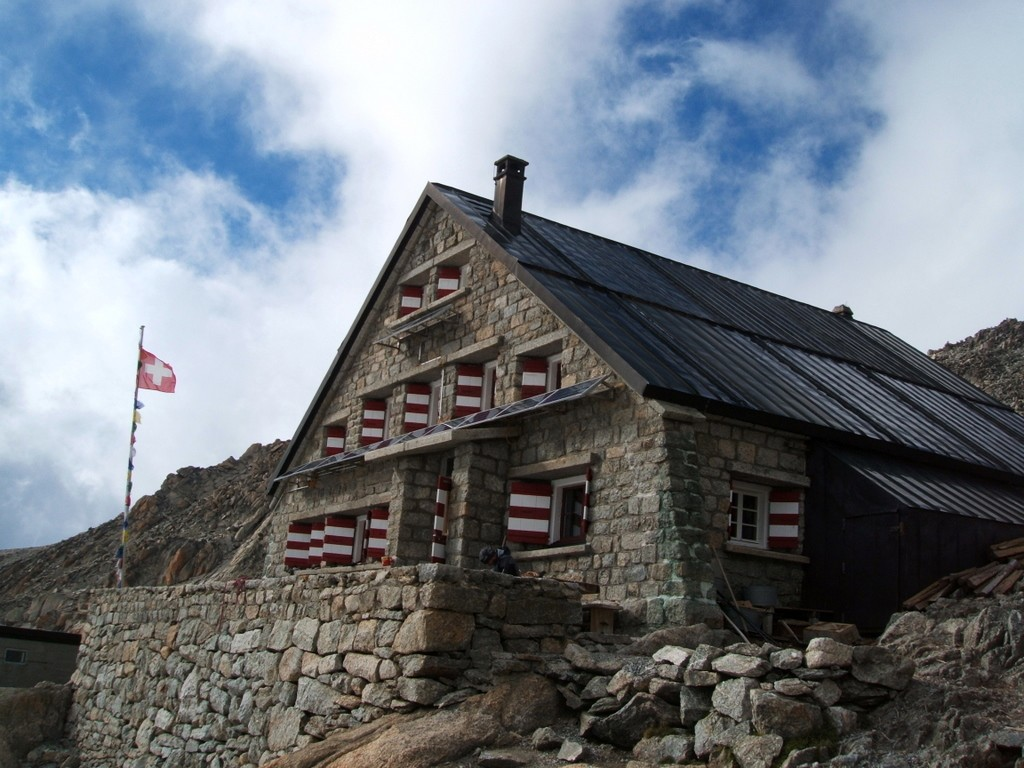
Cabane du Trient
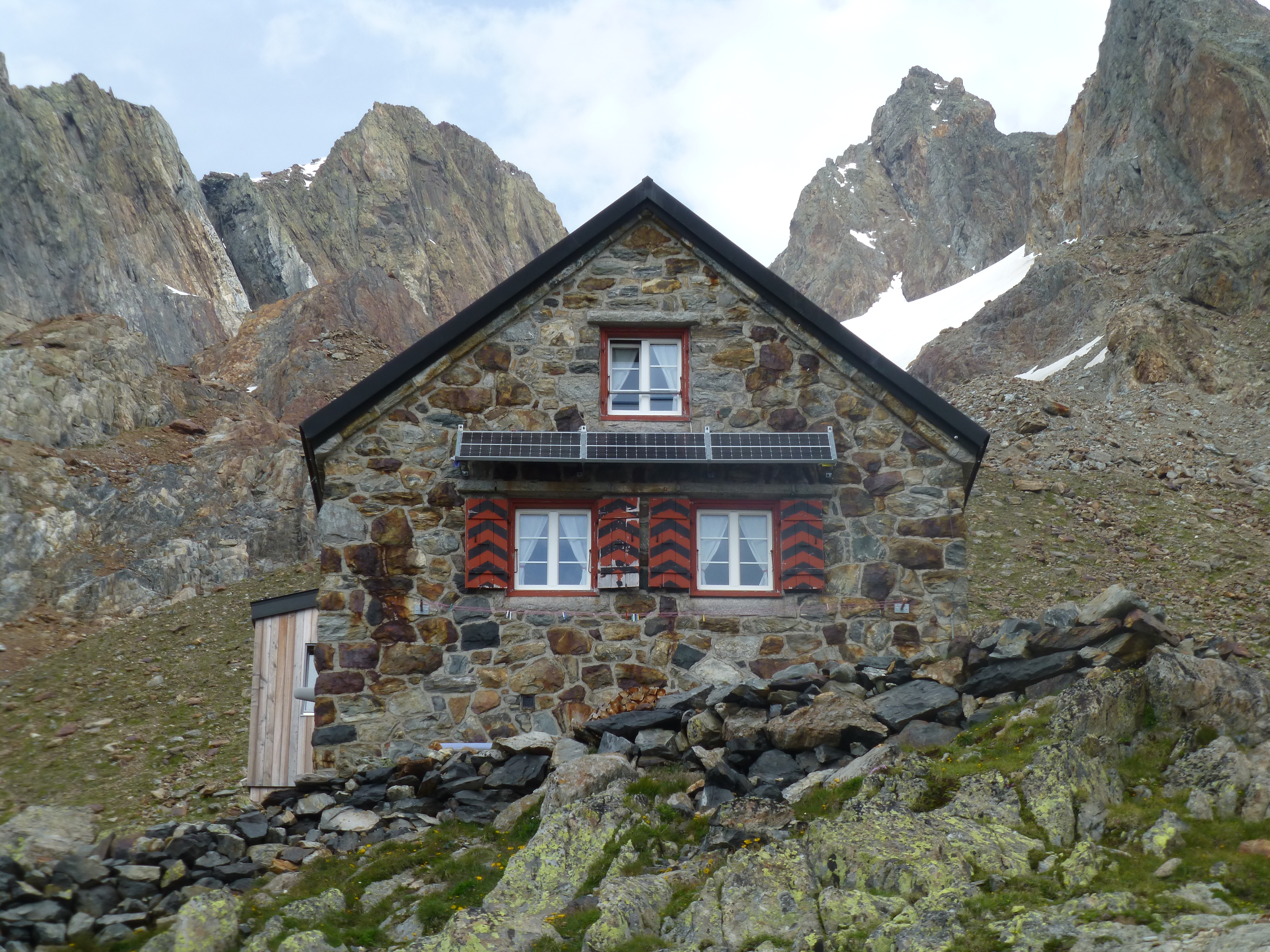
Trifthütte

## Tätigkeiten

### Jugendförderung
Eine Mitgliedschaft ist ab dem 6. Lebensjahr möglich. Für Kinder bis 14 Jahre bieten die Sektionen ein spezielles Tourenprogramm unter dem Titel Kinderbergsteigen (kurz KiBe) an. Einzelne Sektionen haben zusätzlich eine Gruppierung Familienbergsteigen (kurz FaBe). Im Gegensatz zum KiBe werden die Kinder im FaBe von den Eltern begleitet. Die jugendlichen Mitglieder des SAC im Alter von 14 bis 22 Jahren werden durch die SAC-Jugendorganisationen (kurz JO) betreut. Es werden Lager und Wochenendtouren in der Schweiz und auch im angrenzenden Ausland durchgeführt.

### Alpine Rettung Schweiz
Der SAC hat 2006 zusammen mit der Schweizerischen Rettungsflugwacht (REGA) die Stiftung Alpine Rettung Schweiz gegründet. Die Alpine Rettung Schweiz ist für die Rettung von Personen in den Schweizer Bergen verantwortlich und betreut im Alpenraum und im Jura 98 Rettungsstationen mit 3000 Bergrettern und 80 Rettungsspezialisten Helikopter (RSH).

## SAC-Zentralpräsidenten
Der SAC arbeitet seit der Gründung mit Freiwilligen nach dem Milizsystem. Die Mitglieder des Zentralkomitees (Central-Comité CC) stammten bis 1999 weitgehend aus einer Sektion («Vorort»), die während dreier Jahre das CC und den Zentralpräsidenten stellte. Claude Krieg (1992–1995) war der erste Zentralpräsident mit vierjähriger Amtszeit. 1996 wurde das «Zentralkomitee» («Vorortsprinzip») abgeschafft und der «Zentralvorstand» mit festem Hauptsitz in Bern gegründet.
| Amtszeit  | Präsident                                     | Zentralkomitee «Vorort» bis 1996 |
| --------- | --------------------------------------------- | -------------------------------- |
| 1863      | Rudolf Theodor Simler 1                       | Bern                             |
| 1864      | Christian Meyer-Bischoff                      | Basel                            |
| 1865      | Johann Wilhelm Coaz                           | Rätia                            |
| 1866      | Friedrich von Tschudi                         | St. Gallen                       |
| 1867–1869 | Melchior Ulrich 1                             | Uto                              |
| 1870–1872 | Albert Hoffmann-Burckhardt                    | Basel                            |
| 1873–1875 | Hermann Zähringer                             | Pilatus                          |
| 1876–1878 | Albert Freundler                              | Genf                             |
| 1879–1881 | Johann Rudolf Lindt 1                         | Bern                             |
| 1882–1884 | Eugène Rambert 1                              | Diablerets                       |
| 1885–1887 | Johann Emanuel Grob                           | Uto                              |
| 1888–1891 | Rudolf Gallati                                | Tödi                             |
| 1891–1895 | Heinrich Baumgartner, Johann Friedrich Michel | Interlaken                       |
| 1896–1899 | Frédéric Auguste Monnier, Eugène Colomb       | Neuchâtel                        |
| 1900–1903 | Emil Bosshard                                 | Winterthur                       |
| 1904–1907 | Robert Schöpfer                               | Weissenstein                     |
| 1908–1910 | Jules Répond                                  | Moléson                          |
| 1911–1913 | August Herme                                  | Rätia                            |
| 1914–1916 | Arnold Janggen                                | St. Gallen                       |
| 1917–1919 | Alphonse Bernoud                              | Genf                             |
| 1920–1922 | Albert Tschopp                                | Aarau                            |
| 1923–1925 | Georg Leuch                                   | Bern                             |
| 1926–1928 | Henri Faes                                    | Diablerets                       |
| 1929–1931 | Emil Erb                                      | Uto                              |
| 1932–1934 | Felix Gugler                                  | Lägern                           |
| 1935–1937 | Alphonse de Kalbermatten                      | Monte Rosa                       |
| 1938–1940 | Adolf Spring                                  | Olten                            |
| 1941–1943 | Rudolf Campell                                | Bernina                          |
| 1944–1946 | Robert Furrer                                 | Montreux                         |
| 1947–1949 | Hugo Kistler                                  | Biel                             |
| 1950–1952 | Mathias Jenni                                 | Tödi                             |
| 1953–1955 | Pierre Soguel                                 | Neuchâtel                        |
| 1956–1958 | Robert Wenck                                  | Basel                            |
| 1959–1961 | Georg Calonder                                | Rätia                            |
| 1962–1964 | Edouard Wyss-Dunant                           | Genf                             |
| 1965–1967 | Albert Eggler                                 | Bern                             |
| 1968–1970 | Hektor Meier                                  | Uto                              |
| 1971–1973 | Robert Virchaux                               | Diablerets                       |
| 1974–1976 | Ernst Geissbühler                             | Pilatus                          |
| 1977–1979 | Hanspeter Wenger                              | Blümlisalp                       |
| 1980–1983 | Carlo Sganzini                                | Tessin                           |
| 1983–1985 | Hermann Milz                                  | Neuchâtel                        |
| 1986–1988 | Jakob Hilber                                  | St. Gallen                       |
| 1989–1991 | Franz Steinegger                              | Gotthard                         |
| 1992–1995 | Claude Krieg                                  | Jaman                            |
| 1996–1999 | Hanspeter Schmid                              | Basel                            |
| 1999–2005 | Franz Stämpfli                                | Bern                             |
| 2005–2013 | Frank-Urs Müller                              | Weissenstein                     |
| 2013–2021 | Françoise Jaquet                              | Moléson                          |
| 2021–     | Stefan Goerre                                 | Olten                            |

## Publikationen
Bereits anlässlich der Gründung des SAC wurde in den Statuten festgehalten, dass unter anderem die Erforschung der Alpenwelt gefördert und die Ergebnisse durch periodische literarische und grafische Publikationen bekannt gemacht werden sollen. Es war geplant, jeweils das jährlich vorgesehene Exkursionsgebiet in einem Jahrbuch zu dokumentieren. 1864 erschien das erste einer ununterbrochenen Folge von 58 Bänden. Das Bundesamt für Landestopografie ermöglichte damals mit ihren neu zur Verfügung gestellten Geodaten für Freizeitkarten die Publikation von Exkursionskarten für die SAC-Jahrbücher.
Der SAC publiziert neben seiner monatlich erscheinenden Mitgliederzeitschrift «Die Alpen» verschiedene Skitouren-, Wander- und Kletterführer. Zur Vereinfachung der Tourenplanung, aber auch zur Verbesserung der Sicherheit schuf der SAC verschiedene Bewertungsskalen, so die SAC-Berg- und Hochtourenskala, die SAC-Wanderskala, die SAC-Skitourenskala, die SAC-Absicherungsskala und die SAC-Schneeschuhtourenskala.